# ريان روبنسون (لاعب كريكت)
ريان روبنسون (19 أكتوبر 1976 في المملكة المتحدة - ) (بالإنجليزية: Ryan Robinson)‏ هو لاعب كريكت بريطاني. لعب مع نادي مقاطعة دورهام للكريكت ‏.

## وصلات خارجية
- ريان روبنسون على موقع إي آس بي آن كريك إنفو (الإنجليزية)